# Robin van Persie
Robin van Persie (Roterdã, 6 de agosto de 1983) é um treinador e ex-futebolista neerlandês que atuava como atacante. Atualmente comanda o Feyenoord.
Ídolo do Arsenal, chegou ao clube londrino em maio de 2004 e, ainda no início de sua carreira, não criou grandes expectativas nos torcedores. Inicialmente, quando fazia parceria com Thierry Henry — maior ídolo da história do clube e na época o principal jogador do elenco —, Van Persie atuava frequentemente como ponta-esquerda ou segundo atacante. Com a saída do francês, passou então a exercer a função de centroavante, tornando-se o principal artilheiro da equipe.
Em 2012, após uma fantástica temporada pelos Gunners e já como estrela, foi para o Manchester United numa transferência milionária.

## Carreira

### Início
Nascido em Roterdã, em uma família de artistas — sua mãe é pintora e seu pai é escultor —, Van Persie deu seus primeiros passos no futebol atuando pelo Excelsior nas categorias de base, sendo contratado pelo Feyenoord ainda antes de se tornar profissional.

### Feyenoord
Quando chegou ao Feyenoord, foi considerado uma das maiores promessas do clube; nunca se tornou titular absoluto, porém, iniciou como titular a partida da final da Copa da UEFA, em 2002, contra o Borussia Dortmund, tendo uma atuação destacável e levando seu time ao título da competição. A partir daí, chamou a atenção de Dick Advocaat (na época, treinador da Seleção Holandesa) e de grandes clubes europeus.

### Arsenal

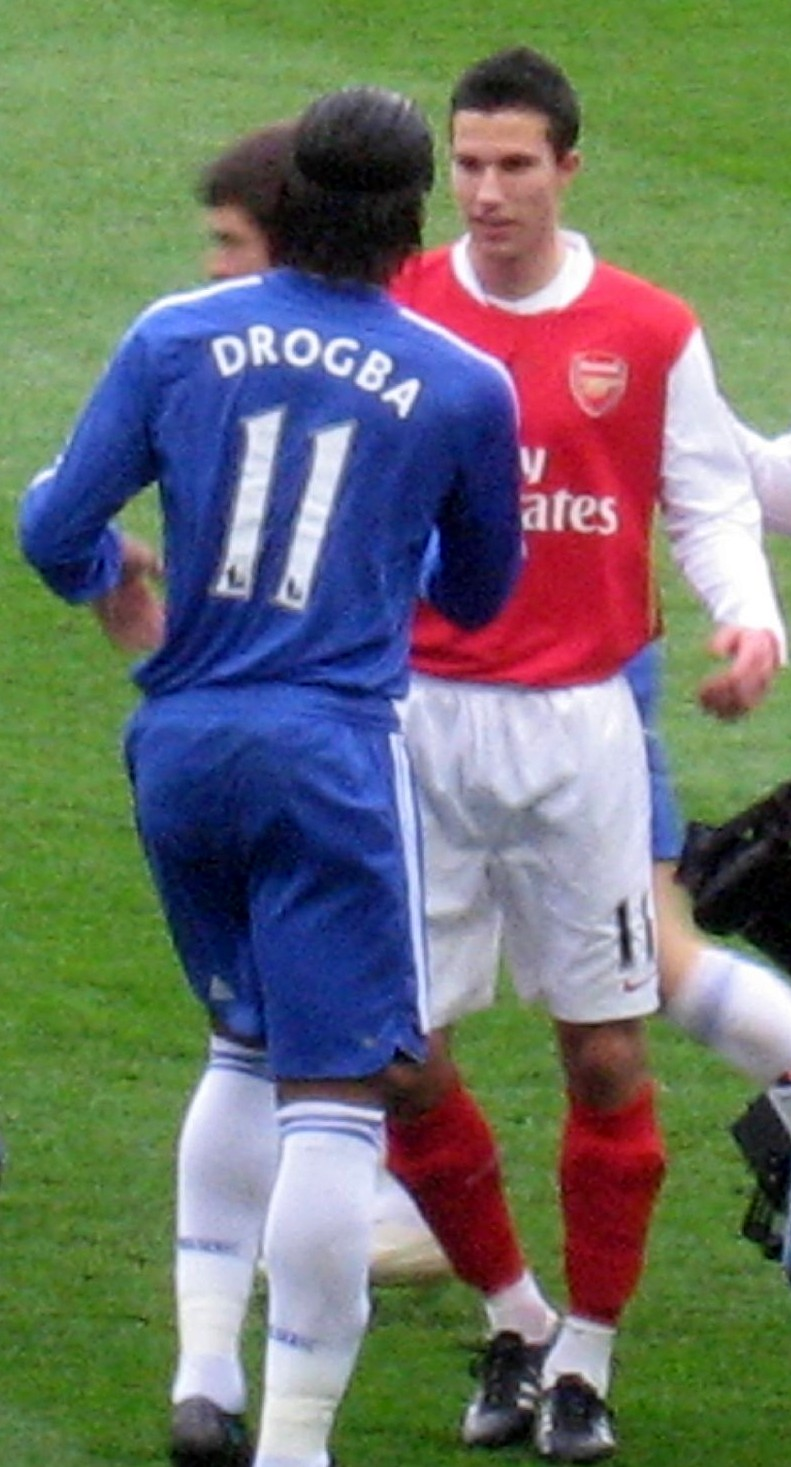
Van Persie e Didier Drogba

No dia 17 de maio de 2004, quando o Arsenal contratou Robin van Persie por cerca de 2 milhões de euros e 750 mil libras, o jogador ainda não era sequer titular absoluto do Feyenoord; ainda assim, não havia dúvida quanto ao real potencial deste jovem. A direção do Feyenoord sentiu-se prejudicada com o assédio sofrido pelo jogador, devido às diversas propostas do Arsenal durante as negociações, e moveu uma ação na justiça comum contra a equipe londrina. Por fim, o contrato acabou fechado após um acordo entre as partes.
Na sua primeira temporada no Arsenal, Van Persie foi principalmente usado como substituto. Já na segunda temporada, firmou-se na equipe titular, após ótimas atuações e belos gols. Nas últimas temporadas, no entanto, passou a ser atrapalhado por seguidas contusões.
Na temporada 2008–09, porém, conseguiu manter uma boa sequência de jogos e se firmou como um dos artilheiros da equipe, tanto na Premier League, como na Liga dos Campeões da UEFA.

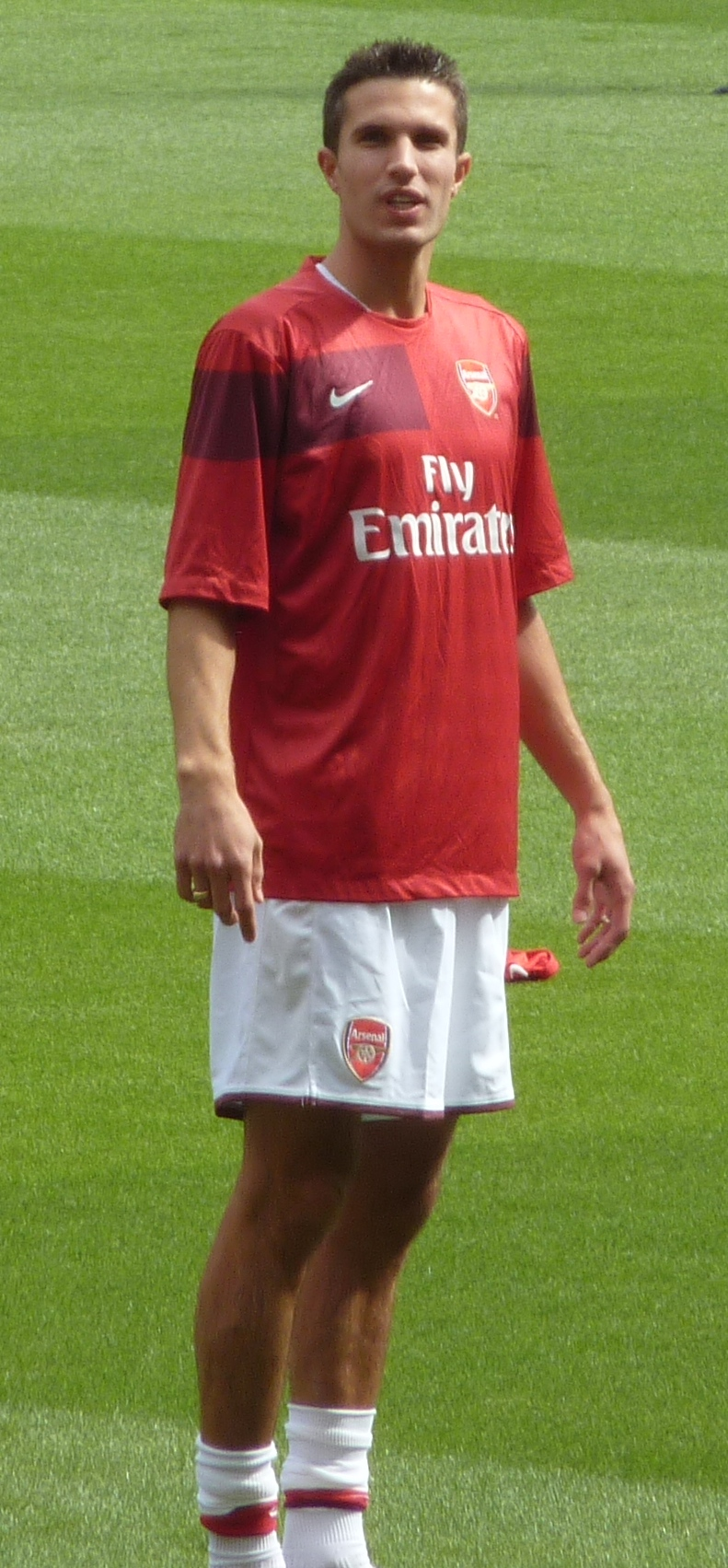
Van Persie em 2009

Antes do início da temporada 2009–10, com apenas um ano restante do seu contrato, Van Persie esteve em negociações durante vários meses com o Arsenal sobre uma renovação deste. Finalmente ela foi anunciada em julho, e ele assinou um novo contrato de longo prazo com seu clube. A saída de Emmanuel Adebayor também significou que o holandês agora era o principal atacante na formação 4-3-3 do treinador Arsène Wenger. Van Persie começou a temporada de 2009–10 com duas assistências logo no primeiro jogo, contra o Everton, e ajudou a equipe na goleada por 6–1. Marcou o primeiro gol na temporada na derrota de 4–2 para o Manchester City, onde ele sofreu uma violenta falta cometida por Adebayor, seu ex-companheiro de clube. Ele então fez gols contra Olympiacos, Fulham, Blackburn, Birmingham, West Ham e Tottenham. A excelente fase de Van Persie o levou a conquistar o prêmio de jogador do mês de outubro na Premier League. Porém, no dia 14 de novembro de 2009, atuando pela Seleção, ele machucou o tornozelo em um amistoso contra a Itália e foi previsto inicialmente que ficaria em recuperação por seis semanas. Mais tarde, outros testes mostraram que a lesão foi muito mais grave do que se pensava, e Van Persie ficou fora por cinco meses, retornando aos gramados às vésperas da Copa do Mundo. Retornou algum tempo antes do esperado, em 14 de abril de 2010, na derrota por 2–1 para o Tottenham. Finalizou a temporada com um total de 10 gols em 20 jogos.
Na temporada 2010–11, após retornar da Copa do Mundo realizada na África do Sul, onde a Holanda foi vice-campeã, Van Persie mudou o seu número de camisa no Arsenal, passando a ser agora o dono da prestigiada camisa 10, antes pertencente ao zagueiro William Gallas, que havia se transferido. Logo nas primeiras rodadas da temporada, sofreu mais uma lesão, novamente no tornozelo, e perdeu várias rodadas, retornando em novembro. Desde o seu retorno, vinha se apresentando em grande forma e marcando vários gols, incluindo um hat-trick contra o Wigan e dois gols contra o Newcastle, num emocionante empate por 4–4. Nas primeiras rodadas da Premier League, marcou mais dois gols contra o Wolverhampton, chegando a marca de dez gols marcados na liga num período de pouco mais de um mês, entre 1 de janeiro e 12 de fevereiro. No dia 10 de abril, chegou ao seu 60° gol em jogos pela Premier League, na vitória por 3–1 sobre o Blackpool.

#### 2011–12: O auge
Para a temporada 2011–12, Robin van Persie foi inicialmente nomeado vice-capitão da equipe do Arsenal, tornando-se o dono da faixa dias depois, após a confirmação da saída do meia Cesc Fàbregas, anterior dono da braçadeira. O espanhol havia sido contratado pelo Barcelona, clube onde atuou nas categorias de base. As coisas pareciam estar cada vez piores para os Gunners, que também haviam perdido Gaël Clichy e Samir Nasri (ambos titulares) para o "novo-rico" Manchester City, além do lateral Emmanuel Eboué para o Galatasaray. Mas o seguimento da temporada trataria de mostrar para o Arsenal, e especialmente para Van Persie, que não seria bem assim.

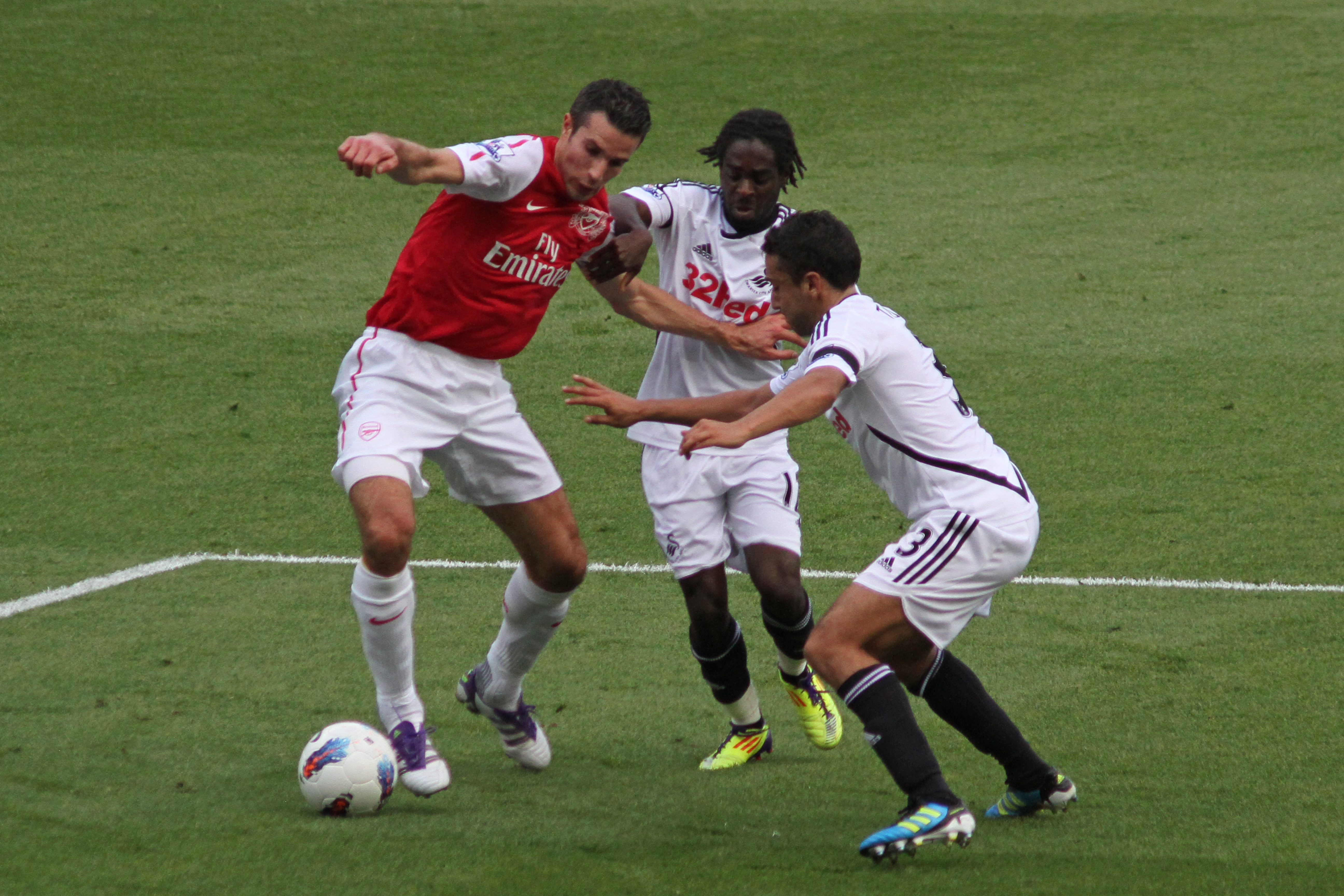
Van Persie disputando bola com Nathan Dyer do Swansea City

No dia 24 de agosto, o atacante marcou o seu primeiro gol da temporada no jogo de volta das eliminatórias para a Liga dos Campeões da UEFA, contra a Udinese, em jogo realizado na Itália. Este seria apenas o primeiro de muitos gols. Um mês depois, no dia 24 de setembro, já pela Premier League, marcaria mais duas vezes contra o Bolton, fixando-se de vez na história do Arsenal ao chegar a marca de 100 gols em 238 jogos com a camisa dos Gunners – uma média de 0,42 gols por partida. Com esse feito, o camisa 10 do tornou-se o 17º jogador na história do clube londrino a atingir tal marca. Na sequência, marcou também o gol mais rápido da história da Premier League, aos 28 segundos do jogo contra o Sunderland, no dia 16 de outubro. Mais tarde, marcou também o gol que deu a vitória ao Arsenal, numa bela cobrança de falta, 2–1. Após a partida, Van Persie declarou seu empenho com o clube depois de negar qualquer tipo de especulações em torno de uma futura transferência. Em 23 de outubro, entrou como substituto no lugar do marroquino Marouane Chamakh, aos 66 minutos de partida, e marcou mais dois gols contra o Stoke City. O jogo terminou em 3–1, com outra vitória em casa para o Arsenal.
Uma das suas melhores partidas em toda a carreira viria finalmente no dia 29 de outubro de 2011. Em jogo realizado no Stamford Bridge, casa do Chelsea, o Arsenal conquistou uma espetacular virada após estar em desvantagem no placar, tendo van Persie como grande protagonista da vitória. O primeiro gol do holandês na partida, numa bela conclusão após passe de Gervinho, surgiu entre os tentos de cabeça de Frank Lampard e John Terry, que colocaram a equipe do treinador português André Villas-Boas em vantagem até o intervalo. No segundo tempo, após gols de André Santos, Theo Walcott e mais dois de Van Persie (fechando o hat-trick), com Juan Mata marcando mais um para os Blues, o Arsenal saiu de campo vitorioso por um placar de 5–3, sendo Robin o jogador mais elogiado pelos torcedores que acompanharam a partida. Nas partidas seguintes, ele continuou sua incrível sequência de gols pelo Arsenal, atingindo rapidamente a artilharia isolada da temporada do Campeonato Inglês, brigando também para ser o maior goleador de toda a Europa, junto a Lionel Messi e Cristiano Ronaldo. Seus vários gols renderam-lhe também o prêmio de "Player of the Month" de outubro, entregue pela organização da Premier League ao melhor jogador de cada mês. Continuou marcando vários gols, incluindo partidas contra o West Bromwich Albion (onde deu também duas assistências), Norwich e Borussia Dortmund (foto abaixo). Em seguida, depois de não conseguir marcar contra o Fulham, Van Persie voltou a marcar contra o Wigan, numa goleada por 4–0 realizada no dia 3 de dezembro. Posteriormente, ele acrescentou à sua fantástica contagem mais gols contra Everton, Aston Villa (também com uma assistência) e Queens Park Rangers, no último dia do ano. Com o gol marcado nesta partida, Robin van Persie finalizou o ano de 2011 com um total de 35 tentos (somando-se a primeira parte desta temporada ao segundo turno da anterior). Por apenas um gol, não conseguiu quebrar o recorde de mais gols num mesmo ano pela Premier League, pertencente ao inglês Alan Shearer (com 36).

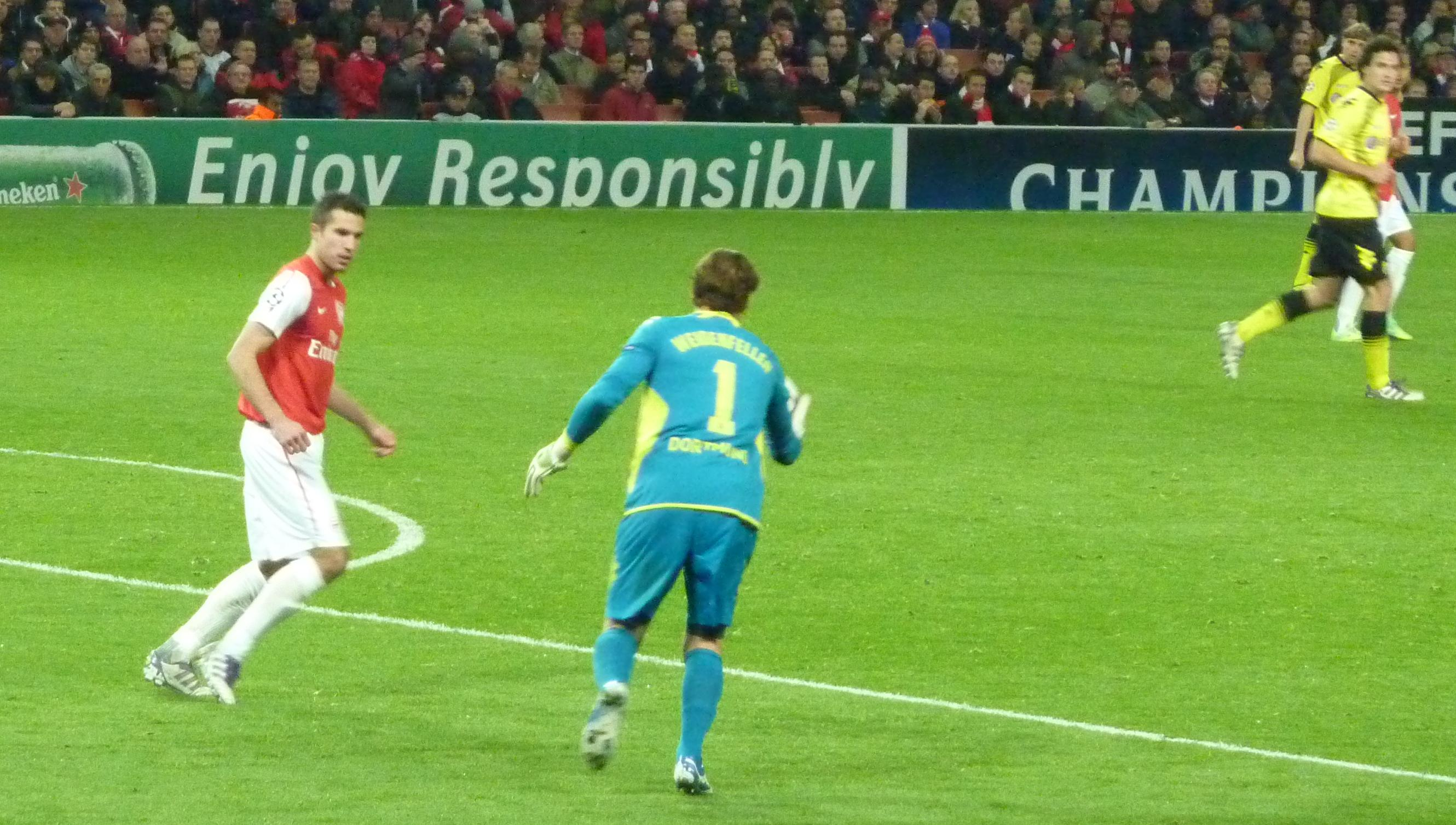
Robin van Persie durante partida contra o Borussia Dortmund, no dia 23 de novembro de 2011

O ano seguinte começou no mesmo ritmo para Van Persie. Apesar do Arsenal ter somado derrotas contra Fulham, Manchester United e Swansea City, o atacante conseguiu marcar gols em duas destas partidas. No dia 29 de janeiro, salvou a sua equipe ao marcar dois gols de pênalti contra o Aston Villa, dando a vitória aos Gunners por 3–2, depois de estarem perdendo por 2–0. Após esta partida, chegou ao 120º gol com a camisa do Arsenal, igualando o recorde do também holandês Dennis Bergkamp, antigo ídolo do clube. No dia 4 de fevereiro, superou a marca de Bergkamp ao protagonizar mais um hat-trick na incrível goleada por 7–1 sobre o Blackburn, no Emirates Stadium. Ele também foi creditado com duas assistências no jogo, uma para o primeiro gol do jovem Alex Oxlade-Chamberlain na Premier League, e outra para o experiente Thierry Henry, um dos maiores artilheiros em toda a história do clube, que acabava de retornar ao Arsenal num curto período de empréstimo.
Após a goleada sobre o Blackburn, estava mais do que claro que Robin van Persie era cada vez mais indispensável para o Arsenal, indiscutivelmente o jogador mais importante do elenco, e caminhando a passos largos para tornar-se um dos grandes ídolos da história do clube. Faltava destacar-se então num jogo contra o maior rival, o Tottenham, no dérbi do norte de Londres, uma das maiores rivalidades da Inglaterra. No dia 26 de fevereiro, estes fatos se consolidaram ainda mais na incrível goleada por 5–2 sobre os Spurs, após estes terem saído em vantagem no placar. O Arsenal estava perdendo por 2–0 até a metade do primeiro tempo, mas um belíssimo gol marcado por RVP num chute de fora da área empatou a partida antes do intervalo. Já no segundo tempo, van Persie foi mais uma vez fundamental ao dar a assistência para o gol de Theo Walcott (autor de dois na partida), sacramentando a vitória dos Gunners por 5–2.
Seu espetacular desempenho no Arsenal nesta temporada aumentou cada vez mais as especulações acerca de uma transferência ao final da temporada, em maio. Apesar de ter demonstrado diversas vezes afeto e carinho pelo clube, Van Persie mostrou também estar muito indeciso quanto ao seu futuro:
| “ | Muitas histórias têm surgido, geralmente contraditórias, sobre a situação do meu contrato ultimamente, então gostaria de esclarecer. Não há nada de complicado ou sinistro. O time e eu concordamos em conversar no final da temporada e ver em que pé estão as coisas. O chefe (Arsène Wenger, treinador da equipe), Ivan Gazidis (executivo-chefe) e eu estamos satisfeitos assim. Preciso dar toda a minha atenção no futebol, em capitanear este time, melhorar a cada dia, fazer um trabalho extra no campo de treinamento e me preparar para o calendário de jogos bastante puxado que temos. | ” |

No dia 3 de março de 2012, van Persie foi novamente o melhor jogador em campo ao marcar os dois gols que deram a vitória de virada por 2–1 sobre o Liverpool, em jogo realizado na casa do adversário, o Anfield Road. A vitória foi de extrema importância para o Arsenal, que ultrapassou o Chelsea na tabela da Premier League e passou a ocupar a quarta colocação na tabela, que dá a vaga para a Liga dos Campeões na temporada posterior.
No dia 23 de abril, para coroar a melhor temporada de sua carreira, foi o vencedor da eleição oferecida pela Professional Footballers' Association (Associação de Futebolistas Profissionais) para eleger o Futebolista Inglês do Ano, prêmio em que competem todos os jogadores que atuam no país. Van Persie desbancou nomes como Wayne Rooney, Sergio Agüero e David Silva, e tornou-se o terceiro holandês a conquistar o prêmio, após Dennis Bergkamp e Ruud van Nistelrooy, compatriotas que também tiveram grande destaque na Premier League. Robin mostrou-se muito satisfeito com o prêmio, ainda mais pelo fato desta ser uma eleição onde quem vota são outros jogadores:
| “ | Se outras pessoas estão dizendo isso, já é especial, porém é mais especial ainda quando seus oponentes estão dizendo isso. É realmente muito especial, porque você está jogando contra eles quase toda semana, e cada jogador faz de tudo para ganhar. No final, se eles te reconhecem como o melhor jogador, é uma grande honra. | ” |

Finalizando a temporada, Van Persie conquistou também a premiação entregue pela Football Writers' Association (Associação de Jornalistas de Futebol), prêmio equivalente ao que ele já havia conquistado, já que competem todos os jogadores que atuam na Inglaterra, porém com jornalistas e críticos no júri ao invés de futebolistas.
O Arsenal terminou a Premier League de 2011–12 na terceira colocação, com 70 pontos, atrás apenas do Manchester City e Manchester United, que disputaram o título até a última rodada. Ainda assim, os Gunners garantiram uma vaga na Liga dos Campeões da temporada seguinte. Van Persie finalizou a temporada como o artilheiro isolado da Premier League, com 30 gols em 38 jogos, três à frente de Wayne Rooney. Além da liga, foram mais cinco gols pela Liga dos Campeões da UEFA e dois pelas Copas Nacionais, totalizando 37 gols em 48 jogos naquela que foi sem dúvidas a melhor temporada de sua carreira.
No dia 4 de julho de 2012, após a final da Eurocopa e muitas especulações acerca do seu futuro na temporada 2012–13, o atacante anunciou que não renovaria seu contrato com o Arsenal.

### Manchester United

#### 2012–13
No dia 15 de agosto de 2012, foi oficializada a sua contratação pelo Manchester United por cerca de 23 milhões de libras (73 milhões de reais ou 30 milhões de euros) aos cofres dos Diabos Vermelhos. No United, van Persie recebeu a camisa de número 20.
Fez sua estreia pelos Red Devils apenas cinco dias depois de sua chegada, quando entrou aos 67 minutos de jogo e teve pouquíssimas chances na derrota por 1–0 contra o Everton na casa do adversário, o Goodison Park. Seu primeiro gol pelo clube aconteceu na rodada seguinte, no dia 25 de agosto, numa vitória por 3–2 sobre o Fulham em Old Trafford. Em sua terceira partida, marcou um hat-trick e ainda desperdiçou um pênalti na vitória por 3–2 sobre o Southampton, pela Premier League.
No dia 3 de novembro, em jogo contra o Arsenal, seu ex-clube, ele marcou um gol em que o Manchester venceu por 2–1 e não comemorou. Isso significava que ele tinha marcado contra todos os 20 clubes atuais da primeira divisão da Premier League. Marcou outro gol contra o Braga, de Portugal. Ele saiu do banco e marcou o gol de empate do Manchester United, numa partida em que seu time venceu de virada por 3–1 pela Liga dos Campeões da UEFA.
No dia 1 de dezembro, van Persie fez o último gol do United em um jogo de sete gols. O United conseguiu virar o jogo duas vezes depois de sofrer três gols do Reading. Van Persie fez o último gol e garantiu a vitória do United por 4–3. Já no dia 9 de dezembro, marcou um gol importante contra o Manchester City aos 47 minutos do segundo tempo, dando a vitória ao United por 3–2 no City of Manchester Stadium. Fez o primeiro do United contra o Sunderland, em uma vitória por 3–1 no dia 15 de dezembro. Marcou seu 13º pelo United contra o Newcastle, em uma vitória de virada por 4–3 em casa. Após um gol contra do West Bromwich no dia 29 de dezembro, fez mais um para o United na vitória por 2–0. Na comemoração, o atacante homenageou uma jovem que havia morrido vítima de estupro.
Van Persie começou bem o ano de 2013, marcando dois gols contra o Wigan, fora de casa, no dia 1 de janeiro. O United goleou e venceu por 4–0. Já no dia 5 de janeiro, marcou mais um gol que salvou o United nos acréscimos de uma derrota por 2–1 para o West Ham, arrancando um empate no final por 2–2, no jogo que marcou o retorno do meio-campista Joe Cole ao West Ham. Em grande fase no clube de Manchester, o atacante recebeu elogios de Arsène Wenger, seu ex-treinador, afirmando que o United era o favorito ao título da Premier League. Van Persie fez por merecer os elogios e marcou o primeiro gol do United na vitória sobre o Liverpool por 2–1, no dia 13 de janeiro.
Já na partida contra o Tottenham, no dia 20 de janeiro, Van Persie conseguiu marcar mais um gol aos 25 minutos do segundo tempo, mas sua equipe sofreu o empate em 1–1 aos 47 minutos do segundo, com gol de Clint Dempsey. O atacante voltou a balançar as redes no dia 10 de fevereiro, fazendo o segundo gol do United na vitória por 2–0 sobre o Everton, no Old Trafford. Três dias depois, quase marcou dois gols em duas finalizações de fora da área contra o Real Madrid, pela Liga dos Campeões, mas parou nas defesas do goleiro Diego López.
Após ficar sete jogos sem marcar, teve boa atuação no dia 30 de março e marcou o único gol da vitória contra o Sunderland. O atacante recebeu dentro da área, finalizou e contou com o desvio do zagueiro Titus Bramble, garantindo a vitória do United por 1–0, pela 31ª rodada. Já no dia 14 de abril, o holandês quebrou o jejum de mais de dez partidas sem marcar e fez o segundo gol do United na vitória sobre o Stoke City por 2–0, fora de casa. Também marcou no empate por 2–2 com o West Ham, no dia 17 de abril. Conquistou seu primeiro título com o United no dia 22 de abril, vencendo a partida contra o Aston Villa por 3–0 (marcando um hat-trick) e levando sua equipe ao vigésimo título da Premier League. Após o título, Van Persie também marcou no dia 28 de abril, de pênalti, no empate em 1–1 contra o Arsenal. Na ocasião, o jogador foi muito vaiado pela torcida do ex-clube. Na despedida do treinador Alex Ferguson, marcou um gol no empate do United por 5–5 com o West Bromwich, em jogo que o United chegou a ficar com 5–2 de vantagem no placar.

#### 2013–14
Iniciando a temporada no dia 11 de agosto, em jogo válido pela Supercopa da Inglaterra, Van Persie fez os dois gols do triunfo por 2–0 contra o Wigan, conquistando assim seu segundo título com a camisa dos Red Devils. Já no dia 17 de agosto, na estreia do United na Premier League, marcou dois gols contra o Swansea, sendo um de voleio, na vitória por 4–1.
Nas oitavas de final da Liga dos Campeões, o atacante realizou um hat-trick na vitória de 3–0 da partida de volta contra o Olympiacos, no dia 19 de março de 2014. O United necessitava de um resultado mínimo para qualificar-se à fase seguinte.

### Fenerbahçe
Foi contratado pelo Fenerbahçe, da Turquia, no dia 12 de julho de 2015, onde chegou recebendo a camisa número 11. Estreou pela equipe no dia 28 de julho, num empate em 0–0 contra o Shakhtar Donetsk, pela fase qualificatória da Liga dos Campeões da UEFA.
No dia 6 de novembro de 2016, no jogo onde o Fenerbahçe venceu o Akhisar por 3–1, Van Persie sofreu uma lesão no olho esquerdo. Após marcar um dos gols da partida, o jogador sofreu um encontro acidental e cortou o globo ocular, tendo inclusive que conter um sangramento no local.

### Retorno ao Feyenoord
No dia 19 de janeiro de 2018, o atacante retornou ao Feyenoord após rescindir com o Fenerbahçe. No dia 22 de janeiro, assinou contrato de uma temporada e meia com o clube holandês e foi apresentado no mesmo dia, onde recebeu a camisa 32. No dia 8 de fevereiro, voltou a marcar com a camisa do Feyenoord em jogo contra o Groningen, fazendo o terceiro gol da vitória por 3–0. Teve boa atuação no dia 22 de abril, ao marcar o primeiro gol da vitória contra o AZ Alkmaar. Atuando em casa, o Feyenoord não tomou conhecimento do adversário e venceu por por 3–0, conquistando a Copa KNVB.
Ajudou a quebrar um tabu em janeiro de 2019, após a vitória sobre o Ajax pela Eredivisie. Van Persie marcou duas vezes na goleada por 6–2, acabando com um jejum de 13 jogos do Feyenoord sem vitória sobre o Ajax em partidas válidas pela Eredivisie.

### Aposentadoria
Aos 35 anos, anunciou oficialmente sua aposentadoria em maio de 2019.

## Seleção Nacional
Pela Seleção Holandesa, Van Persie começou nas categorias de base, sendo convocado em algumas oportunidades para a categoria Sub-21.

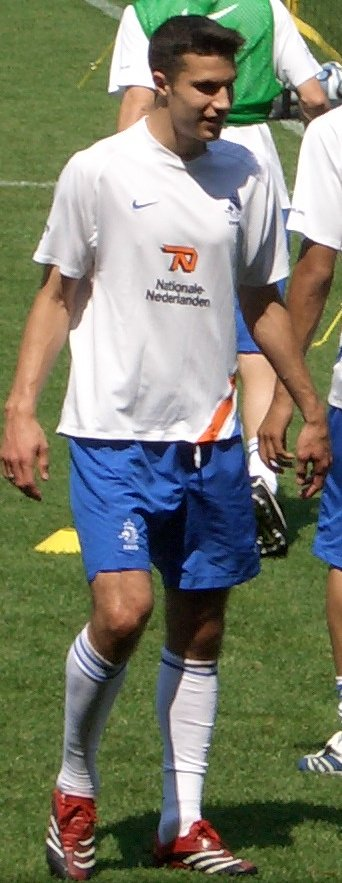
Van Persie em treinamento pela Seleção Neerlandesa

### Copa do Mundo de 2006
Apesar de não ser titular com frequência no Arsenal, Van Persie fez parte da convocação do treinador Marco van Basten para a Copa do Mundo FIFA de 2006. Ele jogou em todos os quatro jogos da Holanda e marcou o único gol na fase de grupos contra a Costa do Marfim. Os neerlandeses viriam a terminar a Copa do Mundo de forma frustrante, sendo eliminados logo nas oitavas de final contra Portugal, comandada por Felipão, que foi semifinalista do torneio. A partida, conhecida como Batalha de Nuremberg, é lembrada não só pela frustrante derrota neerlandesa, mas também pelo alto número de cartões (quatro vermelhos e oito amarelos), sendo apontada como uma das mais violentas da história das Copas do Mundo.

### Euro 2008
Van Persie marcou quatro gols nas Eliminatórias da Euro 2008 e atuou junto ao centroavante Ruud van Nistelrooy durante o torneio, após van Basten optar alterar a formação tática para um 4-2-3-1. Como Wesley Sneijder e Rafael van der Vaart foram preferidos no meio-campo, Van Persie foi deixado à batalha com Arjen Robben para a esquerda. No dia 13 de junho, foi substituído aos 55 minutos em uma vitória de 4–1 sobre a França. Começou o próximo jogo contra a Romênia, onde marcou um gol aos 87 minutos após receber assistência de Demy de Zeeuw. Van Persie terminou a primeira fase com dois gols marcados, e a Holanda se classificou com 100% de aproveitamento.
Na segunda fase, os neerlandeses foram mais uma vez eliminados precocemente, após a derrota por 3–1 para a Rússia que contava com grande fase de Andrey Arshavin (posteriormente tornaria-se companheiro de Van Persie no Arsenal), logo nas quartas de final. A Rússia foi eliminada no jogo seguinte, ao ser derrotada por 3–0 pela Espanha, e os espanhóis se tornaram campeões do torneio, vencendo por 1–0 na final contra a Alemanha.

### Copa do Mundo de 2010

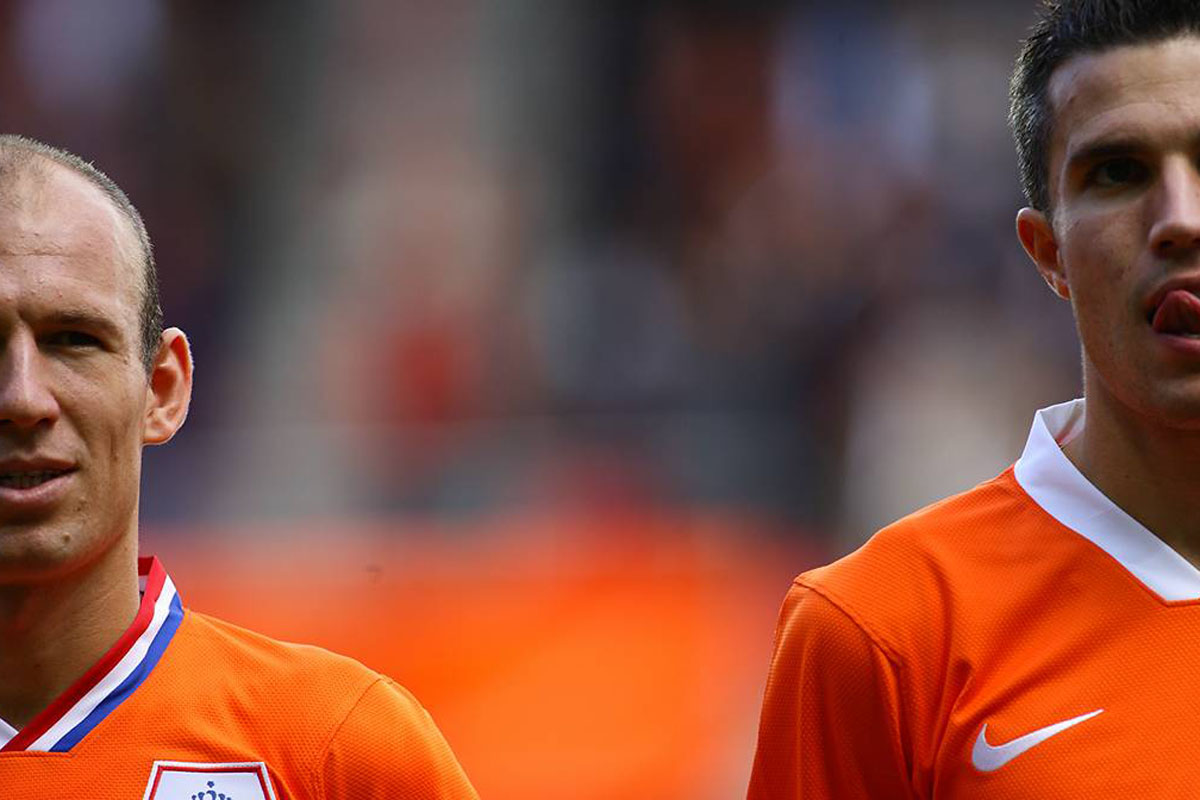
Robben e Van Persie (à direita)

Após a Euro, Van Persie marcou nos amistosos contra a Rússia e a Suécia. Marcou ainda de cabeça num jogo contra a Escócia, pelas eliminatórias europeias para a Copa do Mundo FIFA de 2010, o que criou um debate se ele deveria ser o cobrador de escanteios ou ficar na área para tentar convertê-los. No dia 14 de novembro de 2009, num empate sem gols contra a Itália, sofreu uma grave lesão no tornozelo, e foi substituído no início do segundo tempo. Esta lesão colocou em risco até sua participação na Copa do Mundo, mas os médicos declararam que o tempo de recuperação não deveria ser tão grande, e Van Persie ficou de fora por cerca de cinco meses.
Foi confirmado na lista do treinador Bert van Marwijk para a Copa do Mundo de 2010. No esquema de Van Marwijk, Van Persie atuou numa função diferente da que estava acostumado a atuar no Arsenal, já que o treinador o escalou como centroavante. Em seu retorno à Seleção após vários meses machucado, Van Persie marcou os dois gols da vitória por 2–1 sobre o México, em um amistoso preparatório para o torneio.
Na Copa do Mundo, Van Persie marcou apenas um gol (contra Camarões, na fase de grupos). A Laranja classificou-se tranquilamente para a segunda fase, vencendo os três jogos. Nas quartas de final, Van Persie participou da vitória de virada sobre a Seleção Brasileira, no dia 2 de julho. Porém, não pôde evitar a derrota na final contra a Espanha, após um gol de Andrés Iniesta aos 116 minutos de jogo.

### Euro 2012

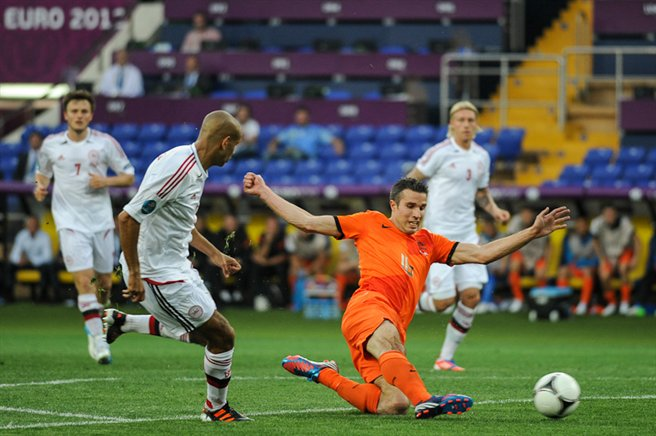
Van Persie contra a Dinamarca na Euro 2012

Durante as eliminatórias para a Euro 2012, Van Persie esteve constantemente disputando a vaga de titular com Klaas-Jan Huntelaar. A Holanda fez uma excelente campanha, vencendo nove dos dez jogos da qualificação, e classificou-se para a Euro no primeiro lugar de seu grupo. No dia 2 de setembro de 2011, Van Persie foi o autor de quatro gols na sonora goleada por 11–0 sobre a fraca seleção de San Marino. Com esta marca, ele entrou para o ranking dos 10 maiores artilheiros da Laranja Mecânica, com 25 gols, superando Marco van Basten.
No sorteio realizado no dia 2 de dezembro de 2011, os Países Baixos caíram no Grupo B, ao lado de Alemanha, Portugal e Dinamarca, no torneio que começou a ser disputado em junho de 2012. A impecável campanha das eliminatórias reverteu-se de forma terrível para a Holanda, que acabou eliminada ainda na fase de grupos como última colocada e com três derrotas.
Em junho de 2013, sob o comando do treinador Louis van Gaal, Van Persie tornou-se o capitão da Seleção, substituindo Wesley Sneijder.

### Copa do Mundo de 2014
Na Copa do Mundo FIFA de 2014, realizada no Brasil, o atacante atuou em todas as sete partidas da Seleção e marcou quatro gols, ajudando a Holanda a conquistar o terceiro lugar. O atacante teve atuação de gala no dia 13 de junho, ao marcar dois gols na goleada por 5–1 contra a Espanha.

### Maior goleador da Seleção
Na partida contra a Hungria, no dia 13 de outubro de 2013, Van Persie marcou três gols na vitória de 8–1 e se consagrou como o maior artilheiro da história da Seleção Holandesa, com 41 gols, superando Patrick Kluivert.

## Carreira como treinador
Em março de 2020, um ano após sua aposentadoria, Van Persie tornou-se assistente técnico de Dick Advocaat em seu antigo clube, o Feyenoord, onde passou a treinar os atacantes do clube em uma função não oficial. Em maio de 2021, o Feyenoord anunciou que Van Persie se juntaria oficialmente ao clube a partir do início da temporada 2021–22 em uma função de apoio como treinador de campo, ao mesmo tempo em que se tornaria co-técnico do time Sub-16 do clube. Para a temporada 2023–24, Van Persie foi promovido a co-técnico do time Sub-18 do clube, bem como do time Sub-19 na Liga Jovem da UEFA. O Feyenoord Sub-18 venceu o Torneio Memorial Mladen Ramljak de 2023 com RVP como treinador.

### Heerenveen
Foi anunciado pelo Heerenveen no dia 17 de maio de 2024, assinando um contrato de dois anos. Em seu quarto jogo no comando, no dia 14 de setembro, o time sofreu uma derrota recorde na Eredivisie por 9–1 para o AZ Alkmaar.

### Feyenoord
Em 23 de fevereiro de 2025, o Feyenoord anunciou a contratação de Van Persie como seu novo técnico. Revelado pelo próprio clube como jogador, RVP assinou contrato até junho de 2027.

## Estilo de jogo
Era conhecido por sua habilidade e versatilidade, podendo jogar em todas as posições do ataque e em algumas ocasiões até como meio-campista. Possuía um chute preciso e potente com a perna esquerda, com a qual se notabilizava por seus gols de fora da área, sendo eles com a bola rolando ou em cobranças de falta. Apesar de ser canhoto, possuía um bom chute com a perna direita.

## Vida pessoal
Desde 2004 é casado com Bouchra van Persie, com quem teve dois filhos: Shaqueel e Dina Layla. O filho mais velho do casal também é jogador de futebol e assinou seu primeiro contrato como jogador profissional em maio de 2022, aos 15 anos, com o Feyenoord.

## Estatísticas
Atualizadas até 12 de maio de 2019

### Clubes
| Clube             | Temporada         | Campeonato nacional | Campeonato nacional | Copa nacional | Copa nacional | Copa da liga | Copa da liga | Competições continentais | Competições continentais | Outros torneios[c] | Outros torneios[c] | Total | Total |
| Clube             | Temporada         | Jogos               | Gols                | Jogos         | Gols          | Jogos        | Gols         | Jogos                    | Gols                     | Jogos              | Gols               | Jogos | Gols  |
| ----------------- | ----------------- | ------------------- | ------------------- | ------------- | ------------- | ------------ | ------------ | ------------------------ | ------------------------ | ------------------ | ------------------ | ----- | ----- |
| Feyenoord         | 2001–02           | 10                  | 0                   | —             | —             | —            | —            | 7                        | 0                        | —                  | —                  | 17    | 0     |
| Feyenoord         | 2002–03           | 23                  | 9                   | 3             | 7             | —            | —            | 2                        | 0                        | —                  | —                  | 28    | 16    |
| Feyenoord         | 2003–04           | 28                  | 6                   | 2             | 0             | —            | —            | 3                        | 0                        | —                  | —                  | 33    | 6     |
| Feyenoord         | Total             | 61                  | 15                  | 5             | 7             | —            | —            | 12                       | 0                        | —                  | —                  | 78    | 22    |
| Arsenal           | 2004–05           | 26                  | 5                   | 5             | 3             | 3            | 1            | 6                        | 1                        | 1                  | 0                  | 41    | 10    |
| Arsenal           | 2005–06           | 24                  | 5                   | 2             | 0             | 4            | 4            | 7                        | 2                        | 1                  | 0                  | 38    | 11    |
| Arsenal           | 2006–07           | 22                  | 11                  | 1             | 0             | —            | —            | 8                        | 2                        | —                  | —                  | 31    | 13    |
| Arsenal           | 2007–08           | 15                  | 7                   | —             | —             | 1            | 0            | 7                        | 2                        | —                  | —                  | 23    | 9     |
| Arsenal           | 2008–09           | 28                  | 11                  | 6             | 4             | —            | —            | 10                       | 5                        | —                  | —                  | 44    | 20    |
| Arsenal           | 2009–10           | 16                  | 9                   | —             | —             | —            | —            | 4                        | 1                        | —                  | —                  | 20    | 10    |
| Arsenal           | 2010–11           | 25                  | 18                  | 2             | 1             | 3            | 1            | 3                        | 2                        | —                  | —                  | 33    | 22    |
| Arsenal           | 2011–12           | 38                  | 30                  | 2             | 2             | —            | —            | 8                        | 5                        | —                  | —                  | 48    | 37    |
| Arsenal           | Total             | 194                 | 96                  | 18            | 10            | 11           | 6            | 53                       | 20                       | 2                  | 0                  | 278   | 132   |
| Manchester United | 2012–13           | 38                  | 26                  | 4             | 1             | —            | —            | 6                        | 3                        | —                  | —                  | 48    | 30    |
| Manchester United | 2013–14           | 21                  | 12                  | —             | —             | —            | —            | 6                        | 4                        | 1                  | 2                  | 28    | 18    |
| Manchester United | 2014–15           | 27                  | 10                  | 2             | 0             | —            | —            | —                        | —                        | —                  | —                  | 29    | 10    |
| Manchester United | Total             | 86                  | 48                  | 6             | 1             | —            | —            | 12                       | 7                        | 1                  | 2                  | 105   | 58    |
| Fenerbahçe        | 2015–16           | 31                  | 16                  | 5             | 5             | —            | —            | 12                       | 1                        | —                  | —                  | 48    | 22    |
| Fenerbahçe        | 2016–17           | 24                  | 9                   | 4             | 4             | —            | —            | 7                        | 1                        | —                  | —                  | 35    | 14    |
| Fenerbahçe        | 2017–18           | 2                   | 0                   | —             | —             | —            | —            | 2                        | 0                        | —                  | —                  | 4     | 0     |
| Fenerbahçe        | Total             | 57                  | 25                  | 9             | 9             | —            | —            | 21                       | 2                        | —\|                | —\|                | 87    | 36    |
| Feyenoord         | 2017–18           | 12                  | 5                   | 2             | 2             | —            | —            | —                        | —                        | —                  | —                  | 14    | 7     |
| Feyenoord         | 2018–19           | 25                  | 16                  | 5             | 2             | —            | —            | 1                        | 0                        | 1                  | 0                  | 32    | 18    |
| Feyenoord         | Total             | 37                  | 21                  | 7             | 4             | —            | —            | 1                        | 0                        | 1                  | 0                  | 46    | 25    |
| Total na carreira | Total na carreira | 435                 | 205                 | 45            | 31            | 11           | 6            | 99                       | 29                       | 4                  | 2                  | 594   | 282   |

- c. ^ Jogos da Supercopa da Inglaterra e Supercopa dos Países Baixos

### Seleção Nacional
| Ano   |       |      |
| Ano   | Jogos | Gols |
| ----- | ----- | ---- |
| 2005  | 7     | 1    |
| 2006  | 12    | 6    |
| 2007  | 4     | 0    |
| 2008  | 10    | 5    |
| 2009  | 8     | 2    |
| 2010  | 11    | 5    |
| 2011  | 9     | 6    |
| 2012  | 10    | 6    |
| 2013  | 10    | 10   |
| 2014  | 16    | 8    |
| 2015  | 5     | 1    |
| 2017  | 1     | 0    |
| Total | 102   | 50   |

| #   | Data                   | Local                         | Adversário       | Placar | Resultado | Competição                  |
| --- | ---------------------- | ----------------------------- | ---------------- | ------ | --------- | --------------------------- |
| 1.  | 8 de junho de 2005     | Helsinque, Finlândia          | Finlândia        | 0–4    | 0–4       | Elim. Copa do Mundo de 2006 |
| 2.  | 16 de junho de 2006    | Stuttgart, Alemanha           | Costa do Marfim  | 1–0    | 2–1       | Copa do Mundo de 2006       |
| 3.  | 16 de agosto de 2006   | Dublin, República da Irlanda  | Irlanda          | 0–4    | 0–4       | Amistoso                    |
| 4.  | 6 de setembro de 2006  | Eindhoven, Holanda            | Bielorrússia     | 1–0    | 3–0       | Qualificações Euro 2008     |
| 5.  | 6 de setembro de 2006  | Eindhoven, Holanda            | Bielorrússia     | 2–0    | 3–0       | Qualificações Euro 2008     |
| 6.  | 7 de outubro de 2006   | Sófia, Bulgária               | Bulgária         | 1–1    | 1–1       | Qualificações Euro 2008     |
| 7.  | 11 de outubro de 2006  | Amsterdã, Holanda             | Albânia          | 1–0    | 2–1       | Qualificações Euro 2008     |
| 8.  | 13 de junho de 2008    | Berna, Suíça                  | França           | 2–0    | 4–1       | Euro 2008                   |
| 9.  | 17 de junho de 2008    | Berna, Suíça                  | Romênia          | 2–0    | 2–0       | Euro 2008                   |
| 10. | 20 de agosto de 2008   | Moscou, Rússia                | Rússia           | 0–1    | 1–1       | Amistoso                    |
| 11. | 19 de novembro de 2008 | Amsterdã, Holanda             | Suécia           | 1–0    | 3–1       | Amistoso                    |
| 12. | 19 de novembro de 2008 | Amsterdã, Holanda             | Suécia           | 2–0    | 3–1       | Amistoso                    |
| 13. | 28 de março de 2009    | Amsterdã, Holanda             | Escócia          | 2–0    | 3–0       | Elim. Copa do Mundo de 2010 |
| 14. | 5 de setembro de 2009  | Enschede, Holanda             | Japão            | 1–0    | 3–0       | Amistoso                    |
| 15. | 26 de maio de 2010     | Freiburg, Alemanha            | México           | 1–0    | 2–1       | Amistoso                    |
| 16. | 26 de maio de 2010     | Freiburg, Alemanha            | México           | 2–0    | 2–1       | Amistoso                    |
| 17. | 1 de junho de 2010     | Roterdã, Holanda              | Gana             | 4–1    | 4–1       | Amistoso                    |
| 18. | 5 de junho de 2010     | Amsterdã, Holanda             | Hungria          | 1–1    | 6–1       | Amistoso                    |
| 19. | 24 de junho de 2010    | Cidade do Cabo, África do Sul | Camarões         | 1–0    | 2–1       | Copa do Mundo FIFA de 2010  |
| 20. | 25 de março de 2011    | Budapeste, Hungria            | Hungria          | 0–4    | 0–4       | Qualificações Euro 2012     |
| 21. | 29 de março de 2011    | Amsterdã, Holanda             | Hungria          | 1–0    | 5–3       | Qualificações Euro 2012     |
| 22. | 2 de setembro de 2011  | Eindhoven, Holanda            | San Marino       | 1–0    | 11–0      | Qualificações Euro 2012     |
| 23. | 2 de setembro de 2011  | Eindhoven, Holanda            | San Marino       | 5–0    | 11–0      | Qualificações Euro 2012     |
| 24. | 2 de setembro de 2011  | Eindhoven, Holanda            | San Marino       | 6–0    | 11–0      | Qualificações Euro 2012     |
| 25. | 2 de setembro de 2011  | Eindhoven, Holanda            | San Marino       | 8–0    | 11–0      | Qualificações Euro 2012     |
| 26. | 26 de maio de 2012     | Amsterdã, Holanda             | Bulgária         | 1–0    | 1–2       | Amistoso                    |
| 27. | 2 de junho de 2012     | Amsterdã, Holanda             | Irlanda do Norte | 1–0    | 6–0       | Amistoso                    |
| 28. | 2 de junho de 2012     | Amsterdã, Holanda             | Irlanda do Norte | 3–0    | 6–0       | Amistoso                    |
| 29. | 13 de junho de 2012    | Kharkiv, Ucrânia              | Alemanha         | 1–2    | 1–2       | Euro 2012                   |
| 30. | 7 de setembro de 2012  | Amsterdã, Holanda             | Turquia          | 1–0    | 2–0       | Elim. Copa do Mundo de 2014 |
| 31. | 16 de outubro de 2012  | Bucareste, Romênia            | Romênia          | 1–4    | 1–4       | Elim. Copa do Mundo de 2014 |
| 32. | 22 de março de 2013    | Amsterdão, Holanda            | Estónia          | 2–0    | 3–0       | Elim. Copa do Mundo de 2014 |
| 33. | 26 de março de 2013    | Amsterdão, Holanda            | Romênia          | 2–0    | 4–0       | Elim. Copa do Mundo de 2014 |
| 34. | 26 de março de 2013    | Amsterdão, Holanda            | Romênia          | 3–0    | 4–0       | Elim. Copa do Mundo de 2014 |
| 35. | 11 de junho de 2013    | Pequim, China                 | China            | 1–0    | 2–0       | Amistoso                    |
| 36. | 6 de setembro de 2013  | Tallinn, Estônia              | Estónia          | 2–2    | 2–2       | Elim. Copa do Mundo de 2014 |
| 37. | 10 de setembro de 2013 | Andorra-a-Velha, Andorra      | Andorra          | 1–0    | 2–0       | Elim. Copa do Mundo de 2014 |
| 38. | 10 de setembro de 2013 | Andorra-a-Velha, Andorra      | Andorra          | 2–0    | 2–0       | Elim. Copa do Mundo de 2014 |
| 39. | 11 de outubro de 2013  | Amsterdão, Holanda            | Hungria          | 1–0    | 8–1       | Elim. Copa do Mundo de 2014 |
| 40. | 11 de outubro de 2013  | Amsterdão, Holanda            | Hungria          | 4–0    | 8–1       | Elim. Copa do Mundo de 2014 |
| 41. | 11 de outubro de 2013  | Amsterdão, Holanda            | Hungria          | 5–1    | 8–1       | Elim. Copa do Mundo de 2014 |
| 42. | 17 de maio 2014        | Amsterdão, Holanda            | Equador          | 1–1    | 1–1       | Amistoso                    |
| 43. | 31 de maio 2014        | Roterdã, Holanda              | Gana             | 1–0    | 1–0       | Amistoso                    |
| 44. | 13 de junho de 2014    | Salvador, Brasil              | Espanha          | 1–1    | 5–1       | Copa do Mundo FIFA de 2014  |
| 45. | 13 de junho de 2014    | Salvador, Brasil              | Espanha          | 4–1    | 5–1       | Copa do Mundo FIFA de 2014  |
| 46. | 18 de junho de 2014    | Porto Alegre, Brasil          | Austrália        | 2–2    | 3–2       | Copa do Mundo FIFA de 2014  |
| 47. | 12 de julho de 2014    | Brasília, Brasil              | Brasil           | 1–0    | 3–0       | Copa do Mundo FIFA de 2014  |
| 48. | 10 de outubro de 2014  | Amsterdão, Holanda            | Cazaquistão      | 3–1    | 3–1       | Qualificações Euro 2016     |
| 49. | 16 de novembro de 2014 | Eindhoven, Holanda            | Letónia          | 1–0    | 6–0       | Qualificações Euro 2016     |
| 50. | 13 de outubro de 2015  | Amsterdão, Holanda            | Tchéquia         | 2–3    | 2–3       | Qualificações Euro 2016     |

## Títulos

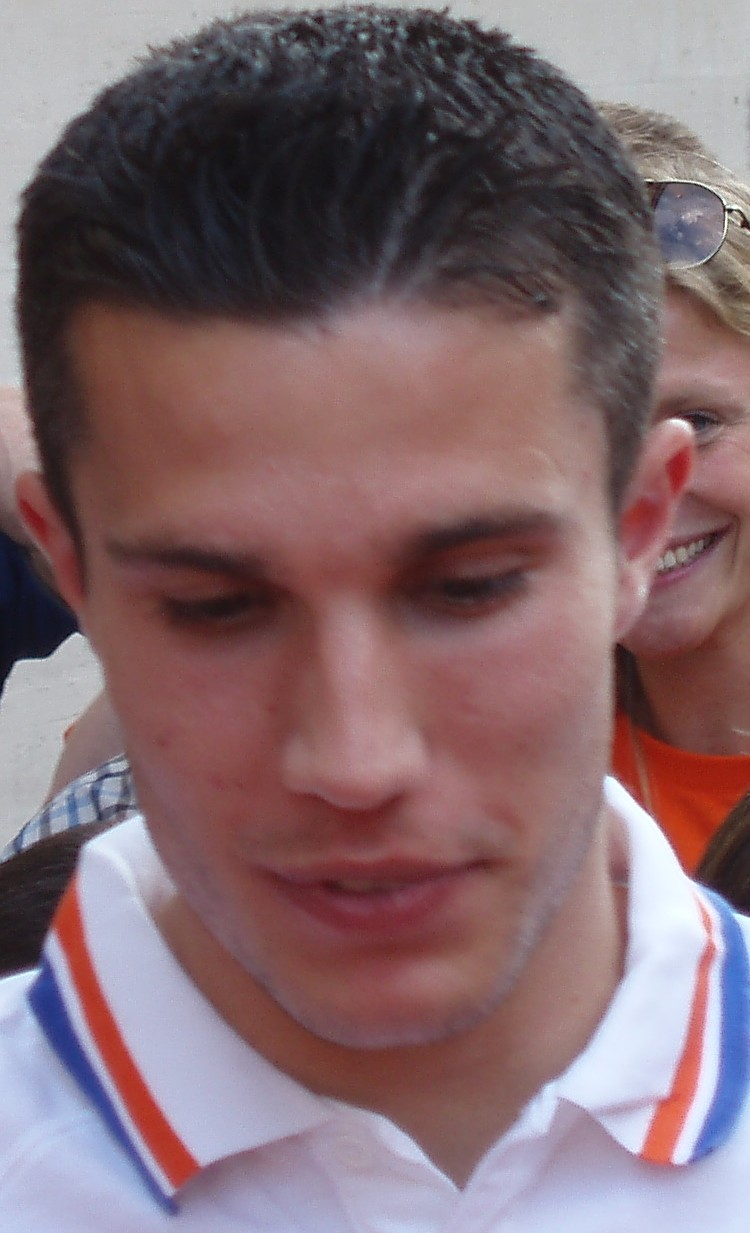
Van Persie com a Seleção Holandesa na Copa do Mundo de 2010

Feyenoord
- Copa da UEFA: 2001–02
- Copa dos Países Baixos: 2017–18
- Supercopa dos Países Baixos: 2018

Arsenal
- Supercopa da Inglaterra: 2004
- Copa da Inglaterra: 2004–05

Manchester United
- Premier League: 2012–13
- Supercopa da Inglaterra: 2013

### Prêmios individuais
- Jogador Jovem do Ano da KNVB: 2000–01
- Jogador Neerlandês do Ano: 2001–02
- Jogador do Mês da Premier League: novembro de 2005, outubro de 2009, outubro de 2011, dezembro de 2012 e abril de 2013
- Esportista do ano de Roterdã: 2006
- Gol do Mês da BBC: setembro de 2006, dezembro de 2008, dezembro de 2011, agosto de 2012 e abril de 2013
- Artilheiro do Arsenal: 2006–07, 2008–09, 2010–11 e 2011–12
- Jogador do Ano do Arsenal: 2008–09 e 2011–12
- Euro 2008: Chuteira de Bronze
- Artilheiro da Eusébio Cup: 2011 (junto com outros dois jogadores)
- Chuteira de Ouro da Premier League: 2011–12 e 2012–13
- Futebolista Inglês do Ano pela FWA: 2011–12
- Futebolista Inglês do Ano pela PFA: 2011–12
- Equipe do Ano pela PFA: 2011–12 e 2012–13[40]
- Jogador do Ano do Manchester United: 2012–13
- Gol da temporada do Manchester United: abril de 2013, contra o Aston Villa
- Artilheiro da Supercopa da Inglaterra: 2013
- Melhor jogador da partida da Copa do Mundo FIFA de 2014: Espanha 1–5 Países Baixos[121]
- Jogador do mês da Eredivisie: agosto de 2018